# Invazija u Zaljevu svinja
Invazija u Zaljevu svinja bio je neuspjeli pokušaj Kubanaca u egzilu koje je trenirala CIA, okupirati Kubu kroz iskrcavanje u Zaljevu svinja s ciljem zbacivanja vlade Fidela Castra 1961. godine. Označila je vrhunac američkih akcija usmjerenih protiv Kube. Američko-kubanske tenzije su započele, kada je Castro zbacio režim generala Fulgencija Batiste, 1. siječnja 1959. godine. Eisenhowerove i Keneddyjeve vlade ocijenile su da se Castrovo skretanje prema Komunističkoj partiji ne može tolerirati i krenuli su ga zbaciti. Ipak, pokušaj invazije je neslavno prošao i postao je velika međunarodna sramota za Keneddyjev režim. 

## Kontekst
Za prosječnog Amerikanca sredinom dvadesetog stoljeća Kuba je imala imidž simpatičnog egzotičnog otoka gdje su Amerikanci odlazili na odmor, u kazino, zabaviti se i sl. Međutim, u gospodarskom smislu, riječ je bila o siromašnoj državi u kojoj je većina njenih građana živjela od rada na plantažama šećerne trske. Kubom je od 1952. vladao Fulgencio Batista (u njemu tada drugom mandatu), koji je radi vlastite materijalne koristi vodio diktatorsku politiku spregnutu s američkom mafijom i multinacionalnim kompanijama, koje su držale većinu kubanskog gospodarstva. Državni represivni organi nasilno su odgovarali na svaku vrstu prosvjeda protiv ovakvog stanja. U takvim okolnostima, Fidel Castro sa svojom grupom komunističkih gerilaca uspješno je poveo oružanu pobunu protiv režima i do kraja 1958. godine zbacio Batistu s vlasti.

### Političke i obavještajne predigre
Eisenhowerova administracija koja je dočekala Kubansku revoluciju, neposredno nakon njezina završetka nije bila u potpunosti sigurna u politički profil novog kubanskog vođe, pošto je sam Castro prema SAD-u slao različite signale. Jedan od poteza koje je Castro ipak počeo raditi bila je nacionalizacija dijela imovine američkih kompanija što je u SAD-u loše primljeno. Castro je potom htio uvoziti jeftiniju sovjetsku naftu, ali su američke naftne rafinerije na Kubi odbile prerađivati tu naftu, stoga je i njih nacionalizirao. Washington je odgovorio smanjenjem uvoza šećera s Kube. Kako se ekonomski rat nastavio, tako je Eisenhower CIA-i odobrio izvođenje prikrivenih operacija protiv nove kubanske vlasti i obuku gerilaca koji su bili protivnici Castrova režima. U tu svrhu CIA je počela podmetati požare na kubanske plantaže šećerne trske a 1960. u havanskoj luci eksplodirao je belgijski teretni brod La Coubre koji je prevozio oružje za Kubansku vojsku.

### Priprema invazije
U svrhu poticanja pobune, CIA je počela regrutirati kubanske dragovoljce iz Miamija i drugdje za koje su potom organizirani kampovi za obuku u Gvatemali. Na predsjedničkim izborima 1960. godine, pobijedio je kandidat Demokratske stranke John Fitzgerald Kennedy, koji, iako je po pitanju Kube držao tvrd stav, tražio da se bilo kakvo zbacivanje Castra odradi diskretno, bez vidljivog učešća SAD-a. Predsjednik Kennedy nije htio da ga uspoređuju sa Sovjetskom intervencijom u Mađarskoj 1956., pa u obzir nije dolazio angažman regularne vojske SAD-a. Nakon što je odbacio nekoliko predočenih planova za iskrcavanje kod mjesta Trinidad kao nedovoljno diskretne, Kennedy se konačno složio s planom pomorskog desanta u Zaljev svinja nazvan Operacija Zapata gdje je Brigada 2506 (ime vojne formacije anti-Castrovih snaga) trebala uspostaviti mostobran te napredovati dalje u unutrašnjost otoka podižući pritom ustanak. Prije toga, njihove zrakoplovne snage koje su se sastojale od nekoliko bombardera Douglas B-26 trebale su na zemlji unišiti kubansko zrakoplovstvo. Prilikom brifiranja Kennedyja o planu operacije, savjetnici nisu spomenuli Kennedyju da je jedna od pretpostavki uspjeha operacije u određenim okolnostima da se u borbu kao potpora Brigadi 2506 uključe američka mornarica i zrakoplovstvo. Ovim (ne)činjenjem planeri su Kennedyja izgleda htjeli dovesti pred svršen čin jednom kada operacija krene ako ne želi da se plan pretvori u katastrofu.

## Napad
Od 14. travnja 1961. pobunjenički zrakoplovi počeli su bombardirati uzletišta po Kubi s mizernim učinkom, pri čemu je gotovo cijelo Kubansko ratno zrakoplovstvo ostalo neoštećeno. Zbog toga Castro je naredio punu mobilizaciju, a Kubansko zrakoplovstvo stavljeno je u stanje najviše pripravnosti. Kubanski organi reda preventivno su u zatvore strpali sve potencijalne "kontrarevolucionare" koji su mogli podržati napad na Kubu. Drugi zračni napad koji je trebao podržati invaziju otkazan je naredbom predsjednika Kennedija.
Oko ponoći 17. travnja 1961. u Zaljevu svinja se iskrcalo nekih 1400 boraca i pet tenkova M41 Walker Bulldog. Ovi tenkovi stvarali su velike probleme braniteljima koji su dočekali invaziju u blizini obližnjeg uzletišta, jer u tom trenutku nisu raspolagali adekvatnim sredstvima za protuoklopnu borbu. Castro je naredio svojim snagama da pod svaku cijenu drže neprijatelja van grada Palpite, nakon čega je zrakoplovstvu naredio da u zoru s prvim svjetlom napadne snage koje su se brodovima iskrcavale na obalu što im je izazvalo velike gubitke. Zatim je uslijedio kopneni napad Castrovih snaga uz potporu kubanskog zrakoplovstva, dok je vođa Brigade 2506 Pepe San Roman očajnički od Amerikanaca tražio zračnu podršku koju nikada nije dobio (niti je Kennedy izgleda imao u planu ikada takvo što odobriti) pa su njegovi ljudi u konačnici ostali bez streljiva, našavši se u beznadnoj situaciji zbog čega su počeli plivati nazad, ostali ubijeni, ili su se masovno predali Castrovim snagama.

## Posljedice
Nakon neuspjele invazije, Fidel Castro postao je uvjeren da SAD neće odustajati u svojim pokušajima svrgavanja režima na Kubi, zbog čega je zaštitu tražio u Moskvi. To je rezultiralo Kubanskom raketnom krizom u jesen 1962.